# خيسوس رودريغيز
خيسوس رودريغيز (بالإسبانية: Jesús Rodríguez)‏ هو لاعب كرة قدم فنزويلي، ولد في 24 مارس 1968. شارك مع منتخب فنزويلا لكرة القدم. أما مع النوادي، فقد لعب مع إستوديانتس دي ماردة ‏.

## وصلات خارجية
- خيسوس رودريغيز على موقع قاعدة بيانات كرة القدم.إي يو (الإنجليزية)
- خيسوس رودريغيز على موقع ناشيونال فوتبول تيمز (الإنجليزية)